# Hundham (Fischbachau)

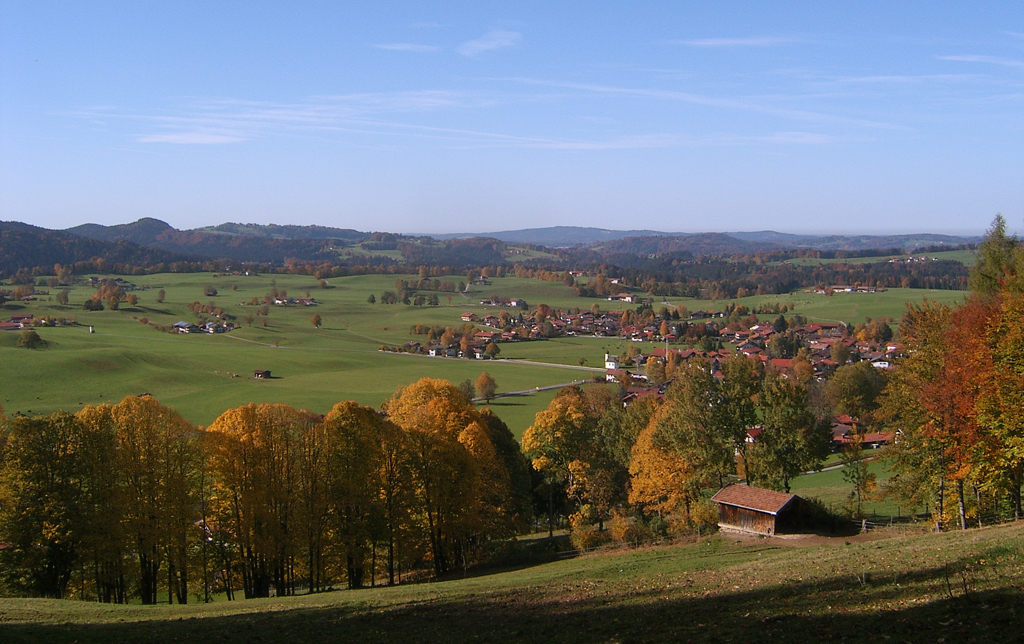
Blick vom Schwarzenberg auf Hundham

Hundham ist ein Gemeindeteil von Fischbachau im Landkreis Miesbach in Bayern.

## Geographie
Hundham liegt im weitläufigen Tal der Leitzach auf einem Schwemmkegel am Ostrand des Leitzachtals und am Fuß des Schwarzenbergs. Durch das Dorf führt die Staatsstraße 2077 und hier beginnt die in den Landkreis Rosenheim führende Kreisstraße MB 22. Der Ort befindet sich (Luftlinie) vier Kilometer nördlich von Fischbachau, neun Kilometer südöstlich von Miesbach, 18 Kilometer südwestlich von Rosenheim, 26 Kilometer nordwestlich von Kufstein, 13 Straßenkilometer von der Bundesautobahn 8 (Ausfahrt Irschenberg oder Bad Aibling) und 62 Kilometer von der Landeshauptstadt München entfernt. Die nächstgelegene Bahnstation, der Haltepunkt Fischbachau, liegt sechs Kilometer vom Ortskern entfernt im Ortsteil Hammer. Linienbusverbindungen bestehen hauptsächlich von Hammer über Fischbachau, Elbach, Hundham und Wörnsmühl nach Miesbach und zurück.

## Geschichte

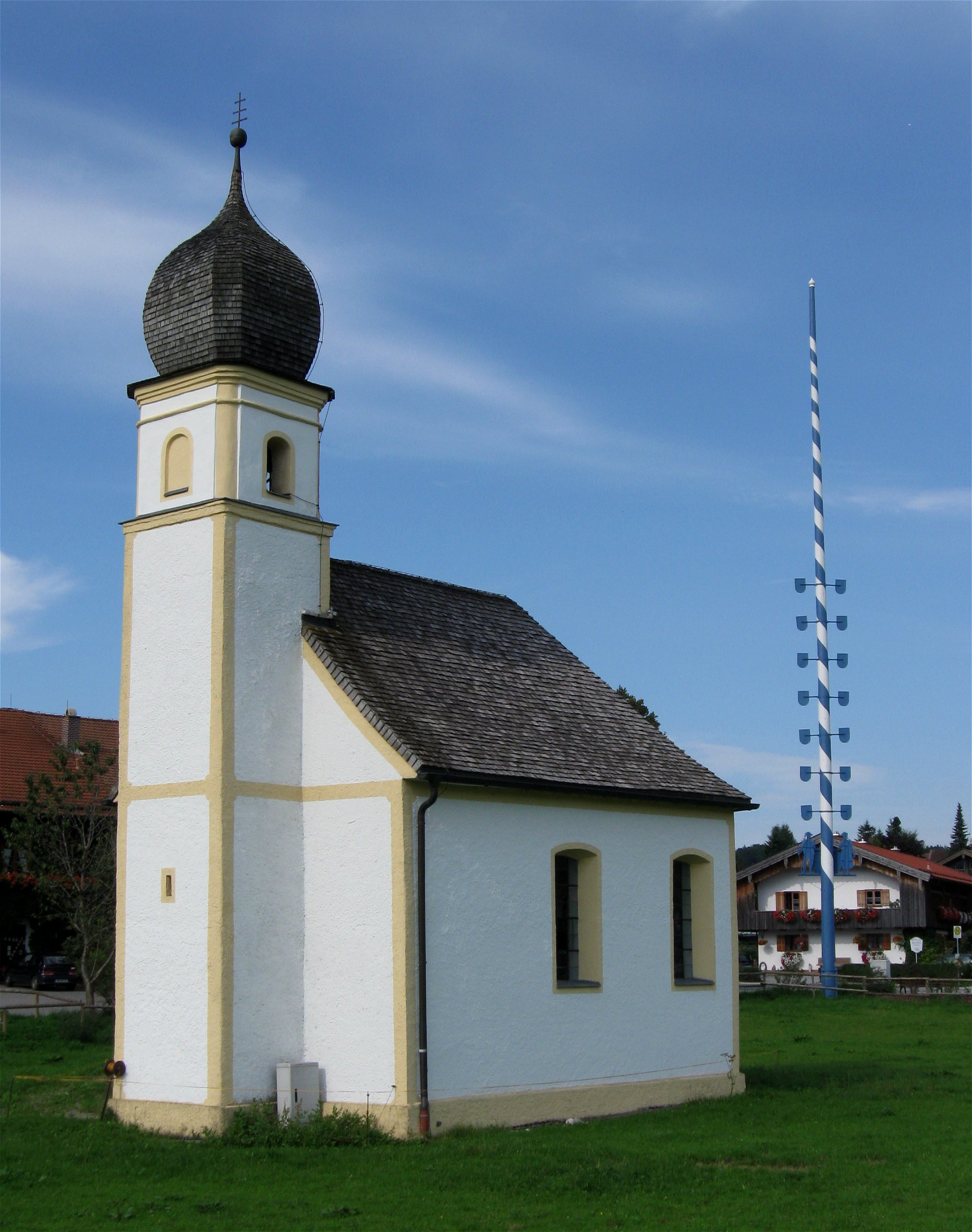
St. Leonhard

Der Ort dürfte eine sehr frühe Gründung gehabt haben was auch in der "Chronik des oberen Leitzachtals" nachzulesen ist. Hundham, im Jahre 1224 Hunthaim genannt, ist wohl der beziehungsreichste Ortsname in der Gegend. Ein Hundo/Hunt(o), althochdeutsch hunto, war Funktionsträger und Vorsteher eines frühmittelalterlichen Personalverbands in unmittelbarer Kopplung an den Grundherrn (König oder Graf). Das Wort „haim“ weist auf die Siedlung des Grundherrn hin. Die heim-Orte sind fast gleichaltrig wie die ing-Orte. 
Der Ort war dem Kloster Scheyern zugesprochen, hatte aber eine sehr bewegte Vergangenheit und so war die Osthälfte von der Straße dem Kloster Aibling und die Westhälfte dem Kloster Tegernsee zu Abgaben verpflichtet, und das Gericht Aibling hielt in Hundham Gericht, ebenso war Hundham im Mittelalter Markt, und es wurde alle zwei Wochen Markt gehalten.
Der Ort Hundham war eine eigenständige Gemeinde und wurde am 1. Januar 1976 im Rahmen der Gemeindegebietsreform der Gemeinde Fischbachau zugeordnet. Das ehemalige Gemeindegebiet umfasste etwa 2342 Hektar und fünfzig Gemeindeteile und reichte von Elbach im Süden bis nach Achau im Westen und im Osten zur Gemeinde Bad Feilnbach, was auch zugleich die Landkreisgrenze ist. Der Auer Berg war ein Teil des alten Gemeindebereichs und ist eine geologische Grenze in das Inntal. 
Touristische Bedeutung hatte das Leitzachtal bereits seit 1912, es gab damals bereits einen Fremdenverkehrsverein. Eine industrielle Ansiedlung war nie vorhanden, sondern mittelständische Betriebe wie Sägewerke, Schreiner- und Wagnereien, Zimmereien, Waldfacharbeiter prägten das Bild. Bergleute gab es im Leitzachtal, die Pechkohle abbauten. Schürfungen wurden vorgenommen am Auerberg bei Engelsberg. Kohle wurde in Leitzach abgebaut und in Miesbach und später in Hausham aufbereitet und vermarktet. Eine Besonderheit ist, dass in Deisenried nahe Hundham noch heute ein Wetterstollen an der Kreisstraße 22 nach Feilnbach existiert. Im Rahmen der Dorferneuerung in Hundham sieht der Wetterstollen einer Öffnung entgegen.